# Vice-Premier ministre des Pays-Bas
Le vice-Premier ministre des Pays-Bas (en néerlandais : Vicepremier van Nederland, officiellement Viceminister-president) est le membre du gouvernement suppléant le Premier ministre des Pays-Bas en son absence, notamment pour cause de voyage à l'étranger, présidant dès lors le conseil des ministres et tenant la conférence de presse hebdomadaire à sa sortie.

## Rôle
Habituellement, il existe autant de vice-Premiers ministres dans un cabinet que celui-ci compte de partis partenaires du parti majoritaire du Premier ministre. Protocolairement, les vice-Premiers ministres sont ordonnés en fonction de l'importance de leur parti dans la coalition gouvernementale, c'est-à-dire du nombre de sièges dont ils disposent à la Seconde Chambre. Outre leur statut protocolaire, ils héritent de tâches ministérielles. Bien qu'un titre existe dès 1866 sans statut officiel, Willem Drees devient le premier titulaire de la fonction en 1945.
Traditionnellement, dans un temps d'intermède, le monarque maintient un Premier ministre ainsi que le reste du gouvernement en fonctions après leur démission. Le Premier ministre, qui continue alors son exercice du pouvoir en tant que « Premier ministre démissionnaire », ne se voit donc pas succéder par le (premier) vice-Premier ministre. En cas de décès en fonctions d'un Premier ministre, ou d'un vote d'une motion de censure à son encontre, le (premier) vice-Premier ministre est appelé à devenir chef du gouvernement ad interim, bien qu'une telle situation ne soit jamais advenue depuis 1945.
Actuellement, trois ministres du quatrième cabinet de Mark Rutte portent le titre de vice-Premier ministre. Il s'agit, dans l'ordre protocolaire, de Sigrid Kaag (D66), Wopke Hoekstra (CDA) et Carola Schouten (CU).

## Liste des vice-Premiers ministres des Pays-Bas
| Parti | Parti | Nom                    | Gouvernement   | Début du mandat   | Fin du mandat      |
| ----- | ----- | ---------------------- | -------------- | ----------------- | ------------------ |
|       | VVD   | Gijs van Aardenne      | Lubbers I      | 4 novembre 1982   | 14 juillet 1986    |
|       | VVD   | Rudolf de Korte        | Lubbers II     | 14 juillet 1986   | 7 novembre 1989    |
|       | PvdA  | Wim Kok                | Lubbers III    | 7 novembre 1989   | 22 août 1994       |
|       | VVD   | Hans Dijkstal          | Kok I          | 22 août 1994      | 3 août 1998        |
|       | D66   | Hans van Mierlo        | Kok I          | 22 août 1994      | 3 août 1998        |
|       | VVD   | Annemarie Jorritsma    | Kok II         | 3 août 1998       | 22 juillet 2002    |
|       | D66   | Els Borst              | Kok II         | 3 août 1998       | 22 juillet 2002    |
|       | LPF   | Eduard Bomhoff         | Balkenende I   | 22 juillet 2002   | 16 octobre 2002    |
|       | VVD   | Johan Remkes           | Balkenende I   | 22 juillet 2002   | 27 mai 2003        |
|       | LPF   | Roelf de Boer          | Balkenende I   | 18 octobre 2002   | 27 mai 2003        |
|       | VVD   | Gerrit Zalm            | Balkenende II  | 27 mai 2003       | 7 juillet 2006     |
|       | D66   | Thom de Graaf          | Balkenende II  | 27 mai 2003       | 23 mars 2005       |
|       | D66   | Laurens Jan Brinkhorst | Balkenende II  | 31 mars 2005      | 3 juillet 2006     |
|       | VVD   | Gerrit Zalm            | Balkenende III | 7 juillet 2006    | 22 février 2007    |
|       | PvdA  | Wouter Bos             | Balkenende IV  | 22 février 2007   | 23 février 2010    |
|       | CU    | André Rouvoet          | Balkenende IV  | 22 février 2007   | 14 octobre 2010    |
|       | CDA   | Maxime Verhagen        | Rutte I        | 14 octobre 2010   | 5 novembre 2012    |
|       | PvdA  | Lodewijk Asscher       | Rutte II       | 5 novembre 2012   | 26 octobre 2017    |
|       | CDA   | Hugo de Jonge          | Rutte III      | 26 octobre 2017   | 10 janvier 2022    |
|       | D66   | Kajsa Ollongren        | Rutte III      | 26 octobre 2017   | 1er novembre 2019  |
|       | CU    | Carola Schouten        | Rutte III      | 26 octobre 2017   | 10 janvier 2022    |
|       | D66   | Wouter Koolmees        | Rutte III      | 1er novembre 2019 | 14 mai 2020        |
|       | D66   | Kajsa Ollongren        | Rutte III      | 14 mai 2020       | 10 janvier 2022    |
|       | CDA   | Wopke Hoekstra         | Rutte IV       | 10 janvier 2022   | 1er septembre 2023 |
|       | D66   | Sigrid Kaag            | Rutte IV       | 10 janvier 2022   | 8 janvier 2024     |
|       | CU    | Carola Schouten        | Rutte IV       | 10 janvier 2022   | 2 juillet 2024     |
|       | CDA   | Karien van Gennip      | Rutte IV       | 5 septembre 2023  | 2 juillet 2024     |
|       | D66   | Rob Jetten             | Rutte IV       | 8 janvier 2024    | 2 juillet 2024     |
|       | PVV   | Fleur Agema            | Schoof         | 2 juillet 2024    | 3 juin 2025        |
|       | VVD   | Sophie Hermans         | Schoof         | 2 juillet 2024    | En fonction        |
|       | NSC   | Eddy van Hijum         | Schoof         | 2 juillet 2024    | En fonction        |
|       | BBB   | Mona Keijzer           | Schoof         | 2 juillet 2024    | En fonction        |